# Tommy Svensson
Leif Tommy Svensson (* 4. března 1945, Växjö) je bývalý švédský fotbalista a trenér. Jako hráč nastupoval především na postu záložníka a v letech 1967–1973 odehrál 40 utkání za švédskou reprezentaci, v nichž vstřelil 4 branky. Zúčastnil se mistrovství světa v roce 1970. V roce 1969 byl vyhlášen švédským fotbalistou roku (v anketě Guldbollen). S klubem Östers IF se v roce 1968 stal mistrem Švédska. Strávil v něm téměř celou kariéru, pouze na dvě sezóny si odskočil do Standardu Lutych. Po skončení hráčské kariéry se stal úspěšným trenérem. V letech 1991–1997 vedl švédský národní tým jako trenér a dovedl ho ke dvěma bronzovým medailím - na evropském šampionátu v roce 1992 a na mistrovství světa roku 1994. Odtrénoval u reprezentace 86 utkání. Klub Östers IF dovedl ke třem titulům (1978, 1980, 1981). Je strýcem fotbalisty Joachima Björklunda.